# Naxhije Dume
Naxhije Dume, née le 3 janvier 1921 à Lubonjë (en) et décédé le 29 septembre 2008 à Tirana, était une femme politique albanaise. 
Elle a été l'une des premières femmes membres du parlement albanais, et la première femme ministre, occupant brièvement le poste de ministre de l'Éducation en 1948.

## Biographie
Naxhije Dume naît à Lubonjë (en) en janvier 1921. Elle est la fille de Vezirja et de Dumja Dume. La famille déménage régulièrement en raison du travail du père. Entre 1933 et 1941, elle fait ses études à l'Institut pédagogique Reine-Mère (en). Elle devient ensuite enseignante à l’école Avni Rustemi de Tirana.
Elle assiste à la première conférence du Parti communiste d'Albanie en 1943 et devient membre de son comité central. Lors du Congrès de Përmet (en) en mai 1944, elle est élue au Conseil antifasciste de libération nationale aux côtés de son mari Nesti Kerenxhi. Naxhije Dume participe aux élections législatives de décembre 1945 (en) dans la circonscription de Korça et est l'une des trois femmes élues à l'Assemblée constituante aux côtés de Liri Gega (en) et Ollga Plumbi (en). En 1948, elle est nommée ministre de l'Éducation, devenant ainsi la première femme ministre en Albanie. Cependant, plus tard dans l'année, elle est critiquée par Enver Hoxha lors d'un congrès du parti et démise de ses fonctions.
Entre 1951 et 1953, elle est directrice du Musée archéologique et ethnographique. En 1956, elle devient directrice de la Bibliothèque nationale, poste qu'elle occupe pendant trois ans. Cependant, en 1959, elle est contrainte de déménager à Cërrik et perd son emploi. Elle trouve ensuite un emploi comme directrice d'une bibliothèque à Elbasan, avant de devenir enseignante dans la ville. Son mari devient ensuite directeur d'une mine à Selenicë, la famille déménage dans cette ville.
Naxhije Dume prend sa retraite en 1972. Cependant, après l'emprisonnement de son mari de 1982 à 1983, le couple est interné. Elle reste enfermée jusqu'à la chute de la République Socialiste Populaire en 1992. Elle retourne à Tirana en 1996. 
Elle est décède en septembre 2008 des suites d'une longue maladie.